# Eulogy Recordings
Eulogy Recordings ist ein 1997 gegründetes Independent-Label aus Ft. Lauderdale. Es hat sich auf Heavy Metal und Hardcore Punk spezialisiert. 

## Geschichte
Gründer ist John Wylie, der bei Morning Again als Gitarrist tätig war. Zumindest in den Anfangsjahren hatte sich das Label auf Bands mit Straight-Edge-Hintergrund spezialisiert. Eulogy Recordings hatte Vertriebsdeals mit Good Life Recordings und dem inzwischen aufgelösten Label Alveran Records abgeschlossen. Heute werden die Veröffentlichungen des Labels über RED Distribution vertrieben. Im Dezember 2018 kaufte Attila-Sänger Chris Fronzak das Label auf.

## Künstler

### Derzeit unter Vertrag
- Age of Ruin
- American Sixgun
- Atlantic Avenue
- Bad Case of Big Mouth
- Barricade
- Black My Heart
- The Burning Season
- Catalepsy
- Creatures
- Die Young
- Hate Your Guts
- Hoods
- Kid Gorgeous
- Kids Like Us
- Knock 'em Dead
- Life as a Ghost
- Know the Score
- Living Hell
- Nebraska Bricks
- Nevea Tears
- Nightlights
- Rhinoceros
- Set Free
- Shattered Realm
- Stand United
- The Mongoloids
- The Offer
- The Spotlight
- The Tired and True
- Through The Fire
- Turmoil
- xTyrantx
- Vice
- We Still Dream
- Will to Live
- Wisdom in Chains
- Years Spent Cold

### Ehemalig unter Vertrag
- 200 North
- Albert React
- Arma Angelus
- Bird of Ill Omen
- Bury Your Dead
- On Watership Down
- Calico System
- Casey Jones
- Christiansen
- Dashboard Confessional
- Ender
- Evergreen Terrace
- Fallen from the Sky
- Forever and a Day
- Glasseater
- I Killed the Prom Queen
- Keepsake
- Kingdom
- Morning Again
- New Found Glory
- On Broken Wings
- Red Letter Day
- Paddock Park
- Rosaline
- Set Your Goals
- Split Fifty
- Summers End
- Thick As Blood
- This Day Forward
- Trust No One
- Twelve Tribes
- Unearth
- Unsung Zeros
- Upheaval
- Walls of Jericho
- The Warriors
- Where Fear and Weapons Meet